# Menonia cochinensis
Menonia cochinensis är en insektsart som beskrevs av George, C.J. 1936. Menonia cochinensis ingår i släktet Menonia och familjen syrsor. Inga underarter finns listade i Catalogue of Life.